# Vlist
Vlist és un antic municipi de la província d'Holanda del Sud, al sud dels Països Baixos. L'1 de gener del 2009 tenia 9.782 habitants repartits sobre una superfície de 56,52 km² (dels quals 2,74 km² corresponen a aigua).
L'1 de gener de 2015 es va fusionar amb Ouderkerk, Bergambacht, Nederlek i Schoonhoven, creant el nou municipi de Krimpenerwaard.

## Centres de població
Haastrecht, Stolwijk, i Vlist.